# Organizzazione anti-fascista
L'Organizzazione anti-fascista (nota con l'acronimo AFO, dall'inglese Anti-Fascist Organisation) è stato un movimento di resistenza contro l'occupazione giapponese della Birmania, costituitosi nell'ultima fase della seconda guerra mondiale. Fu il precursore della Lega della Libertà Popolare Anti-Fascista.
Nel luglio 1941, nella prigione di Insein a Rangoon, i leader del Partito Comunista birmano Thakin Than Tun e Thakin Soe avevano collaborato nella stesura del cosiddetto Insein Manifesto che, al contrario dell'opinione prevalente nei movimenti nazionalisti birmani guidata dal Dobama Asiayone, identificava il fascismo come il nemico principale nella guerra in corso in Europa e che, sicuramente, sarebbe traboccata in Asia. Pertanto invocavano un'alleanza temporanea con il Regno Unito (pur essendo il colonizzatore in Birmania) nel quadro di un più ampio schieramento che comprendesse anche l'Unione Sovietica. Soe era entrato in clandestinità l'anno successivo per organizzare la resistenza contro l'occupante nipponico che, per il maggio 1942, aveva conquistato la quasi totalità della Birmania. Than Tun, in qualità di ministro della Terra e dell'Agricoltura nel governo fantoccio promosso dai giapponesi il 1º agosto 1943, si ritrovò in un'eccellente posizione per passare informazioni a Soe; altre personalità rilevanti del PCB, Thakin Thein Pe e Thakin Tin Shwe, si misero in contatto con il governo coloniale in esilio a Simla, in India. Infine si avvicinò al gruppo di ribelli anche il generale Aung San, in principio entusiasta collaborazionista, capo dell'Esercito per l'indipendenza della Birmania e ministro della Guerra del governo fantoccio, nel quale figuravano anche i capi socialisti Thakin Nu e Thakin Mya. Egli, comunque, rimase deluso dalla predazione della Birmania messa in atto dai giapponesi, che mantennero saldamente nelle loro mani il potere. Pertanto il generale San, i massimi capi del Partito Comunista della Birmania e del Partito Rivoluzionario del Popolo (poi rinominato Partito Socialista della Birmania) si incontrarono a Pegu nell'agosto 1944 e ufficializzarono la nascita dell'Organizzazione anti-fascista, proprio mentre le armate nipponiche battevano in ritirata dalla Birmania settentrionale e dalla frontiera con l'India.
Un successivo incontro, svoltosi tra il 1° e il 3 marzo 1945, riorganizzò l'AFO come un fronte multipartitico con il nuovo nome di Lega della Libertà Popolare Anti-Fascista.